# 松本サリン事件
松本サリン事件（まつもとサリンじけん）は、1994年（平成6年）6月27日に長野県松本市でオウム真理教により引き起こされたテロ事件。警察庁における事件の正式名称は松本市内における毒物使用多数殺人事件。オウム真理教教徒らにより、神経ガスのサリンが散布され、一般市民が死傷した。戦争状態にない国において、サリンのような化学兵器クラスの毒物が一般市民に対して無差別に使用された世界初の事例であり、同じくオウム真理教による地下鉄サリン事件を除けばその後も類が無い。また、第一通報者で被害者の河野義行が容疑者として扱われた報道被害事件でもある。その背景には、杜撰な捜査を実施した警察とマスコミのなれ合いがあったとも言われる。坂本堤弁護士一家殺害事件、地下鉄サリン事件と並んでオウム3大事件と呼ばれている。

## 事件発生
1994年6月27日の深夜から翌日6月28日の早朝にかけて、長野県松本市北深志の住宅街で、化学兵器として使用される神経ガスのサリンの散布により7人が死亡、約600人が負傷した（負傷者は松本市地域包括医療協議会調査での数。刑事事件の裁判では迅速化のため負傷者は144人とされ、1997年12月には訴因変更によってさらに絞られ4人とされた）。
事件から14年後の2008年8月5日、本事件による負傷の加療中であった河野義行の妻が死亡したため、以降この事件による死者を8人とする事例がある。
オウム真理教が当初目的としたのは、長野地方裁判所松本支部田町宿舎（北深志一丁目13番22号：座標）であるが、同宿舎とは無関係の明治生命保険（現：明治安田生命保険）寮や一般マンションである開智ハイツ、松本レックスハイツにも被害者を出した。
事件直後の犠牲者は次のとおりであった。なお、この中には信州大学の学生も含まれていた。
- 35歳女性 1994年6月28日午前0時15分頃死亡
- 19歳男性 1994年6月28日午前0時15分頃死亡
- 26歳男性 1994年6月28日午前0時15分頃死亡
- 29歳女性 1994年6月28日午前0時15分頃死亡
- 53歳男性 1994年6月28日午前0時15分頃死亡
- 45歳男性 1994年6月28日午前2時19分頃死亡
- 23歳男性 1994年6月28日午前4時20分頃死亡

事件発生直後は犠牲者の死因となった物質が判明せず、またその物質の発生原因が事故か犯罪か、あるいは自然災害なのかも判別できず、新聞紙上には「松本でナゾの毒ガス7人死亡」という見出しが躍った。
6月28日、長野県警察は第一通報者であった河野義行宅を、被疑者不詳のまま家宅捜索を行ない、薬品類など数点を押収した。さらに河野には重要参考人としてその後連日にわたる取り調べが行われた。また、被疑者不詳であるのに河野を容疑者扱いするマスコミによる報道が過熱の一途を辿る。
7月3日、ガスクロマトグラフィー/質量分析(GC/MS)により、散布された物質がサリンであると判明した。

## 真犯人判明
その後、「松本サリン事件に関する一考察」という怪文書が、マスメディアや警察関係者を中心に出回っていく。この文書は冒頭で「サリン事件は、オウムである」と言及するなど、一連の犯行がオウム真理教の犯行であることを示唆したものであった。
翌1995年（平成7年）3月20日に地下鉄サリン事件が発生し、ほどなく公証人役場事務長逮捕監禁致死事件でオウム真理教に対する強制捜査が実施され、以後教団幹部が次々と逮捕されていった。5月17日には土谷正実が松本サリン事件前にサリンを製造し渡したと供述するなど、幹部らは松本サリン事件を含め一連の事件がオウム真理教の犯行であることを自供した。

### 事件に至る経緯
オウム真理教は長野県松本市に松本支部道場および食品工場を建設するための土地を取得しようと計画、国土利用計画法による県知事への届け出を避けるため、賃貸契約と売買契約に分けて取得した。しかし反対運動も起き、「株式会社オウム」名義で目的を隠して賃貸契約を結んだという理由で民事裁判が行われた結果、賃貸契約を取り消され、売買契約部分に支部道場のみを建設し食品工場は諦めることになった。1992年の松本支部道場開所式で麻原は裁判所、不動産屋、地主を批判する説法を行う（麻原は逮捕後、この説法はヨーガ理論について語ったものであると弁解している）。

### サリン噴霧計画
地主側は更に売買契約の取り消しも求め、一度は却下されるも、オウムの反社会性を訴えさらに訴訟を起こした。長野地方裁判所松本支部は、この裁判の判決言渡しを1994年7月19日と指定。教団の弁護士である青山吉伸は麻原に対し、状況は変わっていないが教団の勝訴確実というわけでもないと伝えた。すなわち敗訴の可能性が低いにもかかわらず、裁判を延期しようとしたことになるため、早川紀代秀や新実智光は、麻原は裁判の延期云々以前に、サリンの実験をしたかったのではないかと推測している。

### 準備
この頃、オウムには第三次池田大作サリン襲撃事件を起こすことを目的に、土谷正実が製造した青色サリン溶液（ブルーサリン）が保管されており、1994年5月にブルーサリンを使って滝本太郎弁護士サリン襲撃事件を起こしたが失敗していた。このブルーサリンが本事件にも使用されることとなる。
6月20日頃、麻原は第6サティアン1階に村井秀夫、新実智光、遠藤誠一、中川智正を集め、松本の裁判所にサリンを撒いて効果の実験をしろと指示。井上嘉浩によると、実行日時は占星術で決定された。
村井らは2tアルミトラックを改造したサリン噴霧車の製造を、中川は防毒マスクの製造・予防薬の準備及びサリン噴霧車へのサリン注入を担当した。新実は池田大作サリン襲撃未遂事件で撒いているのを目撃された経験から警察や通行人の対応策を伺い、中村昇、富田隆、端本悟（後に新実とともに自治省所属となるメンバー）を使えとの指示を受けた。なお、村井は実行メンバーに林郁夫も参加させることを提案したが、（地下鉄サリンの時とは逆に）麻原が却下している。
6月26日、水を使ってサリン噴霧機の試験を実施し、端本は新実の指示により松本市に下見に向かう。遠藤と中川は松本ナンバーのレンタカー（ワゴン車）を借りにいった。

### 決行
6月27日早朝、実行メンバーらは都内のうまかろう安かろう亭で行われた省庁制発足式から上九一色村に帰還。
14時頃、端本らが富士宮市で作業服などを購入して戻ってくると、端本らに対して新実から「では、説明しておきます。」「これから松本にガス撒きに行きまーす！」「マンジュシュリー正大師のワークを邪魔するものはボコボコにして構わない」、などと軽い口調で作戦が伝えられた。端本が警備中に戦闘になったら殺してもいいのかと心配すると新実は「いいんじゃないですかあ。主に闘うことは警官になると思います。闘っている間に我々は逃げますから、あとはよろしく」と適当に答えた。
夕方、一行は端本が運転し村井が同乗したサリン噴霧車と、富田が運転する護衛部隊のワゴン車に分乗し出発。土谷正実によると、この時新実らは教団内の隠語でサリンを指す魔法使いサリーの歌を車内で合唱していたという。
20時頃、塩尻市内のドライブインにて新実と村井が相談の上、長野県松本市北深志にある裁判官官舎への攻撃に作戦を変更、電話で麻原の合意を得た。これはNシステムを避けるため高速道路を使わなかったこと、サリン12リットルの注入に手間取ったこともあって、到着時間が遅くなり、長野地方裁判所松本支部は既に閉まっている時間となっていた為であった。
22時頃、裁判所宿舎付近に到着すると、駐車場にてナンバープレートを偽装しつつ村井が噴霧地点を策定、噴霧を決行した。
22時50分頃、サリンが尽き発車。
麻原は、松本サリン事件後に井上嘉浩に対して「俺も無差別（殺人）はつらいんだよ。でもアーナンダ（＝井上嘉浩）、ヴァジラヤーナの救済のためには仕方がないんだよ」と語ったという。

### 発覚
長野県警がサリン生成に必要なメチルホスホン酸ジメチルの流通ルートを探ったところ、唯一個人購入している東京都世田谷区のT.Kという不審な男を発見した。住所に行ってみるとオウム関連の団体が入るビルであった。「ベル・エポック」という会社も同薬品を大量購入していたが、これはオウムのダミー会社であることが分かった。さらに「下村化学」「長谷川ケミカル」「ベック」などの同様のダミー会社も見つかり、オウム真理教のサリン疑惑は深まっていった。
その頃、建設中の第七サティアンサリンプラントの事故により、周辺で異臭騒ぎが発生していた。長野県警は土壌を採取し、1994年11月、土壌からサリンの最終分解物メチルホスホン酸が検出された。1995年（平成7年）1月1日、読売新聞が一面で異臭騒ぎの場所からサリン残留物が検出されたと報じ、怪文書レベルであったオウム真理教とサリンの関係が一気に注目されることとなった。
これに対しオウム真理教は、劇物の処分や薬品購入用のダミー会社の閉鎖など証拠隠滅を急ぐとともに、残留物は地元の肥料会社社長がオウム真理教に対し「毒ガス攻撃を行った証拠である」と主張。肥料会社社長を告訴し訴訟合戦となった上、さらに阪神・淡路大震災が発生し注目がそちらに向かったこともあり有耶無耶となった。「地震があったから強制捜査が無かった」と考えた麻原らは、阪神・淡路大震災に匹敵する事件を起こすため、地下鉄サリン事件を実行することとなる。

## 冤罪・報道被害
この事件は、警察の杜撰な捜査や一方的な取調べ、さらにそれら警察の発表を踏まえた偏見を含んだ報道により、無実の人間が半ば公然と犯人として扱われてしまった冤罪未遂事件・報道被害事件でもある。冤罪であると判明したきっかけは地下鉄サリン事件だった。

### 経緯
当初、長野県警察は、サリン被害者でもある第一通報者の河野義行を重要参考人とし、6月28日に家宅捜索を行い薬品類など二十数点を押収。その後も連日にわたる取り調べを行った。この際当時松本簡易裁判所所属であった判事松丸伸一郎が捜索令状を発行しているが、本来過失罪で請求するところを、手違いにより殺人未遂罪として発行していた。
長野県警察は河野宅から、それまでに押収した農薬からはサリン合成が不可能であることから、一部の農薬を家族が隠匿したとして執拗に捜査を続け、捜査方針の転換が遅れることとなった。長野県警は事件発生直後「不審なトラック」の目撃情報を黙殺した。また、事件発生直後、捜査員の一人の「裁判所官舎を狙ったものでは?」との推測も、聞き入れられなかった。
マスコミは、一部の専門家が「農薬からサリンを合成することなど不可能」と指摘していたにもかかわらず、オウム真理教が真犯人であると判明するまでの半年以上もの間、警察発表を無批判に報じたり、河野が救急隊員に「除草剤をつくろうとして調合に失敗して煙を出した」と話したとする警察からのリークに基づく虚偽の情報を流したり、真偽の確認をすることなく他社の報道に追従するなど、あたかも河野が真犯人かのように印象付ける報道を続けた。実際は、事件発生当日の1994年6月27日に、河野が薬品を調合した事実はなかった。
- また、サリンが農薬であるとする誤解は現在に至っても根強く、農薬の危険性が必要以上に叫ばれる状況を作り出す事件にもなった。その後も、あたかも農薬を混ぜることによって、いとも簡単にサリンを発生できるかのような発言が続いた。この発言は、農薬からサリンを生成できるという認識を植え付け、冤罪報道の拡大にも繋がった[注釈 4][注釈 5]。
- この論調は、特に地元有力地方紙である信濃毎日新聞（全国紙の毎日新聞とは無関係）により伝えられた。
- 事件の真相が明らかになるまで、河野宅には全国から一般人による多くの誹謗中傷の手紙が送りつけられた。
- 『週刊新潮』（新潮社）は、「毒ガス事件発生源の怪奇家系図」と題した記事で、河野家の家系図を掲載した。河野は「これが一番おかしい、先祖は関係ない」と語っている[30]。地下鉄サリン事件後も河野は『週刊新潮』のみ刑事告訴を検討していたが、謝罪文掲載の約束により取り下げた。
- 『週刊朝日』（朝日新聞社）は、サリンを「北朝鮮の毒ガス」として紹介したため、人権団体から抗議を受けた[31]。

一方、地元テレビ局の1つで松本市に本社を置いていたテレビ信州（TSB、日本テレビ系列）は、慎重に裏付けを取り、非公式の警察情報や配信記事を裏付けなく報道しないことや、河野を露骨に犯人扱いするような報道を避け、無実を訴える河野の声を積極的に報じ、7月30日に行われた河野も実名・顔出しで報じるなど、中立的な報道を続けた。このため、他局のように誤報を犯すことはなく、当時の同局報道部長だった倉田治夫も「「疑惑」を持たれている本人の言い分を伝えることにより、警察情報に偏った報道の流れをわずかでも変えることができるようになった。」と回顧している。しかし同局も事件から1年後、「第一通報者」として河野宅の映像を何度も放送したことなどを理由として河野へ謝罪した。また、視聴者に予断を与えかねない内容（「サリンは簡単に作れる」という専門家のコメントなど）の放送をしたことを自省し、河野の潔白が判明して以降は検証番組を制作・放送したり、事件当時の報道内容を検証する書籍を発行するなどした。このようなテレビ信州の報道姿勢は、同局が開局した1980年（昭和55年）に、同じ長野県で発生した冤罪事件である富山・長野連続女性誘拐殺人事件の際の失敗を教訓としたものだった。
川上和久（明治学院大学法学部長）は、メディアスクラムによる犯罪報道が生み出した冤罪事件の例として、本事件と富山・長野連続女性誘拐殺人事件を挙げている。また、小田貞夫（NHK放送文化研究所）は、逮捕時や事件発生直後に被疑者を犯人視するセンセーショナルなメディア報道がもたした、本事件と同じ構造の冤罪事件として、富山・長野連続女性誘拐殺人事件や「松戸OL殺人事件」を挙げている。1996年に日本新聞協会から出版された『日本新聞協会五十年史』でも、「人権と報道をめぐって各社が一斉に報道に問題があったとして紙面に掲載した事例」として、これら3事件が言及されている。

### 冤罪報道の見出し
- 「惨事 なぜこんなことを 数種類の農薬混合か」（信濃毎日新聞 1994年6月29日朝刊）
- 「会社員関与ほのめかす 家族に「覚悟して」 薬品20点余 鑑定急ぐ」（信濃毎日新聞 1994年6月29日夕刊）
- 「何のための薬品混合? 自宅で処理 化学反応 複数の薬品 発生か」（同上）
- 「会社員宅から薬品押収 農薬調合に失敗か 松本ガス中毒」（朝日新聞 1994年6月29日朝刊1面）
- 「隣人が関係 除草剤作りの会社員が通報 松本ガス中毒死」（朝日新聞 1994年6月29日朝刊社会面）
- 「毒物と隣り合う暮らしの怖さ」（朝日新聞 1994年6月29日朝刊社説）
- 「雨の深夜、不審な調剤 深まるナゾ 松本ガス中毒死事件」（朝日新聞 1994年6月29日夕刊社会面）
- 「素人の調合に危うさ 酸混入でガス 松本ガス中毒死事件」（同上）
- 「松本の有毒ガス、調合ミスで発生 長野県警が見方固める」（朝日新聞 1994年6月30日夕刊社会面）
- 「ケムシ駆除が目的の可能性 松本の有毒ガス事件」（朝日新聞 1994年7月1日朝刊社会面）
- 「松本市のガス中毒 通報の会社員宅捜索 薬品数点を押収 / 捜査本部」（読売新聞 1994年6月29日朝刊1面）
- 「松本ガス事故 住宅街の庭で薬物実験!? 会社員宅の押収薬品「殺傷能力ある」」（読売新聞 1994年6月29日朝刊社会面）
- 「松本市の農薬中毒事件 通報の会社員を聴取 薬品押収、20点余」（読売新聞 1994年6月29日夕刊社会面）
- 「松本の有毒ガス集団中毒 会社員宅から薬品押収 事情聴取へ」（NHKニュース 1994年6月29日7時）
- 「松本の毒ガス集団中毒 二十本以上の薬品押収 会社員聴取へ」（NHKニュース 1994年6月29日12時）
- 「第一通報者宅を捜索 「薬品調合、間違えた」と救急隊に話す - 松本のガス中毒死」（毎日新聞 1994年6月29日朝刊1面）
- 「「オレはもうダメだ」座り込む会社員、症状訴え救急隊員に - 松本のガス中毒事件」（毎日新聞 1994年6月29日朝刊社会面）
- 「前代未聞の猛毒、住民に戦りつ - 松本のガス」（毎日新聞 1994年6月29日朝刊地方版）
- 「納屋に薬品二十数点、以前から収集か 会社員を聴取へ - 松本のガス中毒事件」（毎日新聞 1994年6月29日夕刊社会面）
- 「「男性会社員」宅捜索…住民、やっと安堵の表情 - 松本のガス中毒事件 / 長野」（毎日新聞 1994年6月30日朝刊地方版）
- 「樹木に薬品、効き目なく 「自分で希釈中にガス」 - 松本のガス中毒事件で会社員供述」（毎日新聞 1994年6月30日夕刊社会面）
- 「「まさか」「どうして」 松本の有毒ガス事故 惨劇、意外な展開」」（中日新聞 1994年6月29日朝刊社会面）
- 「第一通報者宅を捜査 松本の有毒ガス事故 薬品 数点を押収 捜査本部」（中日新聞 1994年6月29日朝刊1面）
- 「松本の毒ガス死 薬品調合中に発生 会社員自宅で調合誤り」（東京新聞 1994年6月29日夕刊11面）
- 「松本の有毒ガス事件 会社員宅で物証捜索続ける」（産経新聞 1994年7月4日夕刊11面）
- 「会社員今日にも退院 出頭求め本格聴取へ」（産経新聞 1994年7月30日朝刊25面）
- 「サリン 解けぬ生成のナゾ 市販薬で合成容易」（日本経済新聞 1994年7月9日朝刊10面）
- 「松本 ガス中毒死 「危険な隣人」の正体」（サンデー毎日 1994年7月17日付156頁）

### 河野義行への謝罪
関係者の対応は次のとおりであった。
- 当時の国家公安委員長野中広務は、個人として河野に直接謝罪している。
- 長野県警察は、本部長が「遺憾」の意を表明したのみで「謝罪というものではない」[注釈 10]とし、直接の謝罪もなかった。しかし、後の2002年、長野県公安委員会の委員に河野が就任し、長野県警本部長がかつての捜査について謝罪せざるを得なくなったことで、そのとき初めての謝罪がなされた。
- マスコミ各社は、誌面上での訂正記事や読者に対する謝罪文を相次いで掲載した[いつ?]。久米宏が当時「ニュースステーション」の中継対談で番組の“顔”として詫びた[いつ?]。また前述の通り『週刊新潮』からの謝罪は行われていない。なお、河野のもとには報道各社の社員個々人から謝罪の手紙が多数届いたという[要出典]。
- オウム真理教は、アレフへ再編後の2000年に河野に直接謝罪した。

### 河野義行の長野県公安委員就任
その後、河野義行は当時の長野県知事田中康夫によって捜査機関において事件の教訓を生かすために長野県警察を監督する長野県公安委員会委員に任命され、これを1期務めた。
しかし、後に生坂ダム殺人事件の長野県警の捜査ミス糾弾において、田中知事の意にそぐわなかったため、河野は県公安委員を事実上更迭された。

## 「松本サリン事件に関する一考察」
事件後に、マスコミを中心に配布された怪文書。警察やマスコミなど各所に送りつけられた。
「一考察」では、宮崎県資産家拉致事件の被害者が教団に監禁されていたとき「教団が毒ガス攻撃を受けているから外出は許可できない」と言われたことを教団と毒ガスの接点として紹介。そして当時聞きなれない言葉であった「サリン」の解説、亀戸異臭事件などに触れ、オウムがサリン製造ないし入手能力を有することと、河野の無罪を主張している。サリン噴霧の方法についてはドライアイスと有機溶剤を利用した時限爆弾方式ではないかと推測した。後述のサリン残留物発見スクープ後の「追伸」では、もし地下鉄や東京ドームなどでサリンが撒かれた場合大惨事になりうると警告していた。この警告は後に地下鉄サリン事件として現実のものとなった。
作者は「HtoH&T.K」と名乗り、後の怪文書で河野義行が可哀想だったから書いたと語る。「1994年9月某日」となっているが岩上安身によるとその時期に流通していたという証言は無く、流通開始は1994年12月前後ではと推測している。滝本太郎は11月頃に出回ったとしている。また、直接入手したのは週刊文春、TBS、テレビ朝日程度であった。（1989年にサンデー毎日の特集記事でオウムバッシングを最初に始めた）毎日新聞社は送られて来なかったことを明言している。宮崎県資産家拉致事件を担当していた宮崎県警は、この怪文書でオウムのサリン疑惑を知った。時期はよく覚えていないが1994秋だという。

### 執筆者
様々な説があるが不明。筆者が信者や脱会信者かどうかについては、オウム内部に疑心暗鬼を起こさせるために秘密とのこと。上祐史浩によると、当時ヴァジラヤーナ活動（非合法活動）を知りながら脱会していた人物は2人という。
ただのマニア説
江川紹子が主張。マスコミ情報があれば書ける内容であるとする。例えば「一考察」冒頭の宮崎県資産家拉致事件は江川自身が週刊文春にレポートしていたほか、TBSでも報道されていた。オウム真理教被害対策弁護団の伊藤芳朗も世に出ていた情報と化学知識で書けると見ている。
公安説
立花隆が主張。オウム内の公安スパイによる、公安上層部への警告文書であるとする。対して、「公安のスパイがそんなに知っていたならば地下鉄サリン事件も防げたのではないか？」との批判がある。
大内利裕説
TBS、週刊朝日が主張。週刊朝日では、教団の武装化と変貌に対する古参幹部としての危機感、ロシア支部における上祐史浩との対立により執筆に至ったのではなどとする。もともとはTBS「スーパーワイド」の1995年6月9日放送分が出処だが、番組内では極秘取材ということで特にソースは示されなかったという。
ジャーナリスト・反オウム弁護士説
佐木隆三が主張。

### HtoH&T.K系統の怪文書の特徴
「一考察」の他にもHtoH&T.K名義の怪文書が19個確認されている（追伸含む）。
- フォントサイズを大きくする特徴がある。誤字脱字、ふざけた表現や下品な言葉も多い[60]。精神科医の野田正彰は、文体から見て2人以上が関わっている可能性を指摘する[56]。

- 引用する新聞は基本的に読売新聞である。また読売が「一考察」を犯行予告文と誤解して報道した際には抗議文を送っている[49][61]。

- オタク的知識が豊富。軍事・化学関係から、京浜急行電鉄の快特車両（おそらく京急2000形電車か）の窓についてまで言及[62][63]。

青葉郵便局消印で怪文書を送りつけるなど、横浜市在住なのか横浜駅及び横浜駅を通る路線に関してこだわりがあり、知識を披露したりあざみ野駅近くの調査に出向いたりしている。
- 様々な予測や予言をしている。当たった例としては、地下鉄サリン事件、オウムのボツリヌス菌培養[68]、自動小銃密造事件など[注釈 12][69]。逆に横浜駅異臭事件を教団の犯行と確信するなど外れたものもある[70]。

- 金丸信、久米宏[67]、オウム含む宗教団体全般、超能力[71]などに対して批判的であり、特に松本智津夫（ママ）、上祐史浩、青山吉伸を敵視している[72]。ただしオウム信者であっても早川紀代秀や石井久子に対しては感情的にならず、早川に至っては「優秀な管理職」と肯定的な評価をしている[73][74]。

## 年表
- 1991年
  - 6月18日 - 地主に対してオウム真理教であることを偽り、売買部分560平方メートル、賃借部分456平方メートルの土地を取得。4階建て1600平方メートルの食品工場と事務所の建設を計画[75]。
  - 9月12日 - 地元住民側に事業者がオウム真理教であることと、その計画が判明する。
  - 10月29日 - 松本市が建築確認を許可。
  - 10月 - 反対する地元住民が対策委員会を設置。
  - 12月9日 - 教団側が建築妨害禁止の仮処分を求めて長野地方裁判所松本支部に提訴（1992年1月17日却下）
  - 12月10日 - 地主側が建設阻止の仮処分を求めて提訴（1992年1月17日決定）
- 1992年
  - 2月12日 - 教団側が2階建て560平方メートルの支部道場の建築確認を申請。（3月23日許可）
  - 5月27日 - 地主側が売買・賃貸契約無効と土地の明け渡しを求めて提訴。（7月22日第1回公判）
  - 12月18日 - 松本支部道場開所。
- 1993年
  - 8月 - 土谷正実、サリン合成成功。
- 1994年
  - 2月 - 青色サリン溶液製造。
  - 5月10日 - 土地明け渡し訴訟が結審。
  - 6月20日 - 麻原、サリン攻撃を指示。
  - 6月27日 - 松本サリン事件発生。
  - 7月19日 - 長野地方裁判所松本支部の担当裁判官が負傷のため判決公判を延期。
  - 11月頃[50]から - 「松本サリン事件に関する一考察」流通。
- 1995年
  - 4月14日、5月2日、5月16日 - 松本支部道場に強制捜査。
  - 7月26日 - 松本支部道場閉鎖。

## 関連書籍
- 河野義行 『「疑惑」は晴れようとも - 松本サリン事件の犯人とされた私』 文藝春秋〈文春文庫〉、ISBN 4167656043。
- 河野義行 『松本サリン事件 - 虚報、えん罪はいかに作られるか』 近代文芸社、ISBN 4773367857。
- 河野義行 『命あるかぎり - 松本サリン事件を超えて』 第三文明社、ISBN 4476032982、ISBN 978-4476032987。
- 下里正樹 『オウムの黒い霧 - オウム裁判を読み解く11のカギ』 双葉社、ISBN 4575285137。
- 林直哉、松本美須々ヶ丘高校放送部 『ニュースがまちがった日 高校生が追った松本サリン事件報道、そして十年』 太郎次郎社、ISBN 4811807146。
  - これを題材とし、『日本の黒い夏─冤罪』（監督：熊井啓）として映画化された。
- 永田恒治 『松本サリン事件 - 弁護記録が明かす7年目の真相』 明石書店、ISBN 9784750314372。
- 降幡賢一 『オウム法廷 グルのしもべたち下』ISBN 402261224X 。 - p.131に周辺地図。
- 降幡賢一 『オウム法廷7』朝日新聞社、ISBN 4022613300。 - p.80にサリン噴霧車の構造図。
- 『宝島30』編集部・岩上安身『オウム真理教＝サリン事件怪文書』宝島社、1995年8月。ISBN 978-4796609906。
- 磯貝陽悟 『推定 有罪 あいつは・・・・・・クロ　松本、地下鉄サリン～オウム密着2000日 事件現場最前線は』 データハウス、ISBN 488718557X。

## この事件を扱った作品
- 映画『日本の黒い夏─冤罪』（2000年）
- テレビドラマ『妻よ! 松本サリン事件犯人と呼ばれて…家族を守り抜いた15年』（2009年）
- ザ・タイマーズ - 「サリン」
- 『MATSUMOTO』 - fr:Laurent-Frédéric Bollée（L.F. ボレ）による漫画。